# Идеомоторни феномен
Идеомоторни феномен представља психолошки феномен у ком субјекат прави покрете несвесно.
Идеомоторни одговор (идеомоторни рефлекс), често скраћен на ИМР, је појам у хипнози и психолошком истраживању. Назив је добијен од грчке речи „идеа” (идеја, ментална репрезентација) и „мотор” (мишићна акција). Фраза се најчешће користи као референца на процес у коме мисао или ментална репрезентација слике покрећу наизглед „рефлексну” тј. аутоматску мишићну реакцију, често малу и потенцијално ван свести субјекта.  
Појам је први пут описан почетком 19. века док је у научним круговима први пут искоришћен термин идеомоторни 1852.године од стране Вилијама Карпентера, енглеског лекара, психолога и зоолога. Због популарности спиритуализма расла је и потреба да се дође до научног објашњења за одређен број феномена.
Идеомоторни ефекат је уско повезан са многим стварима из свакодневног живота: рашљарство, комуникација са духовима (Оуија табла), хипноза, аутоматско писање, детектор лажи.

## Историја научног истраживања
Са порастом Спиритуализма 1840их, медијуми су осмислили и оплеменили мноштво техника комуникације, привидно, са светом душа укључујући свакојаке табле за писање и читање (претече Оуија табле). Овај феномен и уређаји коришћени у комуникацији са „оним светом” су убрзо постали субјекат научних истраживања.
Термин „Идеомоторни” је први пут употребљен у научном раду Вилијама Бенџамина Карпентера, 1852., по коме је и назван Карпентеров ефекат. У раду су се разматрала средства путем којих ови спиритуалистички феномени дају ефекат.  У њему је Карпентер такође објаснио његову теорију да се мишићни покрети могу догађати независно од свести, воље и емоција. 
Карпентер је био пријатељ и сарадник Џејмса Брејда, утемељивача модерног хипнотизма. Брејд је брзо усвојио Карпентерову идео-моторну терминологију, како би олакшао пренос (**прелазак) његових основних виђења, базираних на погледима његовог ментора, филозофа Томаса Брауна, да ефикасност хипнотичких предлога зависи од субјектове концентрације на једну (доминантну) идеју. Године 1855., Брејд је објаснио његову одлуку да одбаци свој пређашњи термин "моно-идео-мотор", базиран на Карпентеровом "идео-моторном принципу" (1852), и усвојио прихватљивији и сликовитији термин "моно-идео-динамика". Одлука је базирана на предлогу (1854-те) који је Карпентер добио од заједничког пријатеља, Данијела Ноблеа, да се активност коју Карпентер описује може боље разумети у широј примени (широј од клатна и Оуија табала), ако се преименује у "принцип идео-динамике".
Научни тестови спроведени од стране енглеског научника Мајкла Фарадеја, хирурга из Манчестера Џејмса Брејда, француског хемичара Мајкла Јуџина Шеврела и америчких психолога Вилиама Џејмса и Реја Хајмена, показали су да је мноштво феномена повезаних са спиритуалним или паранормалним силама, или мистериозним  „енергијама”  заправо проузроковано идеомоторим активностима.  Ови тестови су показали да „искрени, интелигентни људи могу несвесно да допринесу мишићној активности доследној њиховим очекивањима” , као и да идеје које узрокују такво понашање могу бити дате суптилним индикацијама. 
Студија аутоматског кретања клатна из 2019.године, употребом система за хватање покрета, показала је да илузија клатна настаје када прсти који држе клатно стварају осцилирајућу фреквенцију близу резонантне фреквенције клатна. На одговарајућој фреквенцији, врло мали покрети руке су довољни да проузрокују релативно велико кретање клатна.

## Рашљарство
Рашљарство је процес у ком субјекат уз помоћ 2 штапа успева да пронађе извор воде у сушним пределима на великим дубинама. У данашње време рашљарство се објашњава као пуко нагађање, али не мали број научника сматра да је идеомоторни ефекат тај који окреће рашље без свести рашљара. Рашљарство постоји од почетка 18. века и током година мењала су се научна објашњења овог феномена:
- 18. век: „Зрачење из атомских честица привлачи врбов штап”.
- 19. век: „Електрицицет”.
- 20. век: „Радиоактивност, електромагнетизам”.

И дан данас у САД многи рашљари тврде да је рашљарство наука. Себе називају непрофитном, некомерцијалном и научном заједницом. Кроз године, такође, мењали су се и извори које рашље могу пронаћи, па су осим воде рашље погодне и за проналазак ретких минерала и метала као и за проналазак нафте.

### Примери употребе рашљарства
Примери успешне употребе рашљарства су небројене и добро потврђене.
- Жена у Вермонту позвала је рашљара кад је било прекинуто снабдевање њене куће водом. Очигледно се појавила пукотина на дугачкој цеви која је водила од удаљеног извора до куће. Жена није знала чак ни где се налази цев — јер је била закопана пре 30 година — а камоли где би могао бити напукнути део. Али, рашљар је у мислима питао своје рашље и оне су се трзале над одређеним местом. 15 центиметара од тог места пронашли су део цеви који је напукнуо.
- Вероватно најчувенија прича односи се на познатог америчког рашљара Хенрија Гроса (енгл. 'Henry Gross'). Геолози су били уверени да се под земљом на Бермудима не може пронаћи питка вода. Један амерички дневни лист је известио: „Грос је раширио географску карту Бермуда у кући [романописца Кенета] Робертса у Кенебункпорту, Мејн, и прелазећи рашљама преко ње означио је три места где би требало да се пронађе питка вода. Да би проверили његова открића, Грос и Робертс одлетели су на Бермуде, наговорили владу да им осигура опрему за бушење и кренули на посао. Неколико месеци касније, априла 1950, појавила су се сва три врела, као што је Грос рекао.“
- Хенри ГросНаучно објашњење за ово што се догодио је да уколико довољно дубоко копамо, скоро на било ком месту, појавиће се вода, али не увек у довољној количини да би се снабдело више од локалних домаћинстава. Једино може доћи до разлике у порозности подземних вода, али то варира из године у годину. На Бермудима, као и на сличним кречњачким острвима, свежа киша се потапа кроз прозрачни креч и лебди изнад слане подземне воде. Роберт је једном открио мишљење новинарима да је вода коју је Хенри пронашао на Бермудима потекла од подземних токова који су настали на Северноамеричком континенту.[10]
- Новембра 1990. у Каселу, Немачка, извршено је 720 експеримента са рашљарима. Иако су били задовољни условима испитивања и уверени у успех, рашљари нису успели; имали су само непоуздане успехе у откривању подземних вода и метала. Немачки месечник закључио је да је кад се научно просуђује, рашљарење „поуздано исто као и бацање новчића“. Други такви експерименти слично су завршили.
- Овакве неуспехе рашљари објашњавају на чудне начине. На пример, неки се жале да испитивање доводи до тога да они сумњају у своје способности и наводе их да рашљаре из побуда које нису исправне или довољно озбиљне. Они тврде да такви чиниоци доводе до тога да привремено изгубе своју моћ. У ствари, многи рашљари установили су да након целог живота успешног рашљарења долази време када треба сами себи да потврде да су њихове моћи изненада нестале — или да их погрешно воде. Због тога неки закључују да сила која стоји иза рашљарења има изопачен смисао за хумор.

### Радиестезија
Радиестезија представља тврдњу о осетљивости на штетно зрачење које нам долази из земље и свемира. Прибор који се користи у радиестезији су рашље, висак и L антене. Свака особа може да се бави радиестезијом. Ова вештина се користи у истраживању рудних богастава, водених токова, енергетских токова, изгубљених ствари, детектовању здравственог стања. Радиестезија није призната у научним круговима већ има псеудонаучни карактер.

## Аутоматско писање
Аутоматско писање или несвесно, психичко писање, односи се на чин писања без удела свести или воље где процес није унапред осмишљен. 
Oсоба као у неком трансу држи оловку над хартијом или прсте над тастатуром , а затим, без удела свести,  рука почиње да исписује речи или цртеже.  У неким случајевима добијају се неразумљиве поруке, а може се десити и да написане речи буду на неком другом језику, који није матерњи. Аутоматско писање сусрећемо код спиритиста, езотериста и  надреалиста. Aутоматизам је дефинисан у Бретоновом првом манифесту надреализма,као вид експерименталне технике која треба да изрази креативну снагу несвесног. Спиритисти сматрају да су у питању поруке које покојници желе да пренесу. Езотеричари тврде да се ради о очитавању надсвести, док психолози сматрају да се ради о несвесном или психолошком аутоматизму.

### Научне студије:
- Године 1890. Мортон Принц, амерички неуролог, такође специјализован и за абнормалну психологију, тврди да аутоматско писање није чисто несвесни рефлексни чин, већ производ свесне индивидуалности и да је рука која пише под надзором засебне хипнотичке личности током транса.

- Године 1894. лекар Чарлс Артур критиковао је спиритуалистичку интерпретацију аутоматског писања закључујући, „За агенцију духова нема потребе ни простора, а призивање такве агенције знак је ума који није само ненаучни већ и неинформисани”.

- Године 1927., психијатар Харолд Дирден написао је да је аутоматско писање психолошка метода ,,додиривања” несвесног ума и да у томе нема ништа мистериозно.

- Године 1986. А. Б. Јозеф је испитао две пацијенткиње за које је откривено да показују истанчану хиперграфију.

- Дилек Евиапан и Емре Кумрал су открили аутоматско писање код три пацијента са оштећењем десне хемисфере.

- 2012. године уочене су разлике у активности мозга и сложености писања током наводних стања транса у односу на нормално стање писања.

## Оуија табла
Оуија табла представља вероватно најпознатију везу са идеомоторним феноменом и јавља се као мотив у великом броју филмова и серија. Први пут је направљена средином 19. века на врхунцу спиритуалиста и комуникације са духовима. Позната је још и као плоча духова или плоча причања. 
Представља равну плочу која је означена словима абецеде, бројеви од 0 до 9, а такође и речи „да”, „не” и „збогом”. Поред плоче, потребан је и комад дрвета који је исечен у облику срца и у себи има рупу, довољно велику да се кроз њу могу видети слова. Он се назива планкета и поставља се на таблу. Особа која жели да разговара са духом ставља прсте на планкету и духу поставља питања. Планкета се наводно помера по табли дајући одговор на питање које је постављено. 
Научници сматрају да је то разлог грчења мишића човека који планкету држи на плочи, и да њу не померају заиста духови, већ се објашњење уско доводи у везу са несвесним покретима субјекта односно идеомоторним ефектом. 

## Детектор лажи
Детектор лажи или полиграф је уређај којим се мери и региструје пулс, крвни притисак, телесна температура и дисање, док новији уређаји могу уочавати и покрете руку и ногу. Основна сврха је да детектује да ли наш организам остаје миран или има неку реакцију након што нешто изговоримо, да би се утврдило да ли је то што смо изговорили истина или лаж. Када особа слаже, колико год се трудила да то сакрије, несвесно ће организам направити чак и неку најмању реакцију, као што је на пример промена крвног притиска или пулса, коју ће полиграф детектовати.
Испитивач поставља нека питања која су „ирелевантна“, као што је на пример „Да ли се зовете Петар?“ , друга су „дијагностичка“ питања, а остатак су „релевантна питања“ која испитивача заиста занимају. Тест се полаже ако су физиолошки одговори на дијагностичка питања већи од оних током релевантних питања.  

## Хипноза
Хипноза је премошћавање критичног фактора између свесног и подсвесног дела ума и представља успостављање прихватљивог селективног размишљања. 
Поступак „Хипнотичка индукција“, се састоји од прелиминарних разговора, у којима се дају савети и упутсва. Хипноза може бити самостална - аутохипноза (кроз аутосугестије), или хипноза коју спроводи образовано лице - хипнотарапеут. Коришћење хипнозе у клиничке сврхе се назива хипнотерапија. 
Постоје многи митови о хипнози, међутим хипноза је потпуно безбедна и хипнотерапеути не могу ништа урадити особи што она не жели, супротно, особа која жели да реши неки проблем одлази са свесним знањем код хипнотерапеута (целокупна терапија изгледа као разговор, особа је потпуно свесна свега у сваком тренутку, у сваком тренутку може, уколико жели престати, чак многи мисле да је хипнотерапија била неуспешна зато што су били свесни све време) и на крају решава свој проблем. Најчешћи случајеви су престанак пушења, редукција стреса, немоћ на сексуалном плану, депресија, фобије, редукција телесне тежине, алергије…
Напомена: званична дефиниција прихваћена од стране International Hypnosis Federation и National Guild of Hypnosis, USA
Дефиницију хипнозе дао је Брејд - „хипнотизам” као скраћеница за „неуро-хипнотизам”. Стање менталне концентрације које често доводи до облика прогресивног опуштања, названог „нервни сан”.  „Нервни сан” треба да буде резервисан за мањину (10%) испитаника који показују амнезију, замењујући израз „моноидеизам”. Хипнози обично претходи техника „хипнотичке индукције“. Брејдов термин „моно-идеодинамика” односио се на теорију да хипнотизам делује концентрисањем пажње на једну идеју да би се појачао идео-динамички рефлексни одговор.